# Liste der Bodendenkmäler in Wasserburg am Inn
Auf dieser Seite sind die Bodendenkmäler in der oberbayerischen Stadt Wasserburg am Inn zusammengestellt. Diese Tabelle ist eine Teilliste der Liste der Bodendenkmäler in Bayern. Grundlage ist die Bayerische Denkmalliste, die auf Basis des Bayerischen Denkmalschutzgesetzes vom 1. Oktober 1973 erstmals erstellt wurde und seither durch das Bayerische Landesamt für Denkmalpflege geführt wird. Die folgenden Angaben ersetzen nicht die rechtsverbindliche Auskunft der Denkmalschutzbehörde.

## Bodendenkmäler in Wasserburg am Inn

### Bodendenkmäler in der Gemarkung Attel
| Lage             | Objekt | Akten-Nr.     | Bild |
| ---------------- | --- | ------------- | ---- |
| Attel (Standort) | Burgstall des hohen Mittelalters (Limburg). Siehe Burgstall Lintburg. | D-1-7939-0044 |      |
| Attel (Standort) | Untertägige mittelalterliche und frühneuzeitliche Befunde im Bereich von Kloster Attel sowie der ehemalige Kloster- und Katholischen Pfarrkirche St. Michael und ihren Vorgängerbauten. Siehe Kloster Attel. | D-1-7939-0053 |      |
| Attel (Standort) | Körpergräber der frühen Bronzezeit sowie Siedlung des Spätneolithikums oder der frühen Bronzezeit. | D-1-7939-0057 |      |
| Attel (Standort) | Verebnete Grabhügel vorgeschichtlicher Zeitstellung. | D-1-7939-0076 |      |
| Attel (Standort) | Grabhügel vorgeschichtlicher Zeitstellung. | D-1-7939-0077 |      |
| Attel (Standort) | Verebnete Grabhügel vorgeschichtlicher Zeitstellung. | D-1-7939-0078 |      |

### Bodendenkmäler in der Gemarkung Wasserburg a.Inn
| Lage                        | Objekt | Akten-Nr.     | Bild           |
| --------------------------- | --- | ------------- | -------------- |
| Wasserburg a.Inn (Standort) | Siedlung der Hallstattzeit und der Frühlatènezeit sowie Burgstall des hohen Mittelalters. Siehe Burgstall Achatzberg. | D-1-7939-0034 | weitere Bilder |
| Wasserburg a.Inn (Standort) | Untertägige mittelalterliche und frühneuzeitliche Befunde im Bereich der Katholischen Pfarrkirche St. Jakob in Wasserburg a.Inn und ihrer Vorgängerbauten mit zugehörigem Kirchhof und ehemalige Friedhofskapelle St. Michael und aller gläubiger Seelen. | D-1-7939-0064 |                |
| Wasserburg a.Inn (Standort) | Siedlung der späten Bronzezeit und frühen Urnenfelderzeit sowie Burgstall des Mittelalters. Siehe: Burgstall Wasserburg | D-1-7939-0083 |                |
| Wasserburg a.Inn (Standort) | Kreisgraben vor- und frühgeschichtlicher Zeitstellung. | D-1-7939-0086 |                |
| Wasserburg a.Inn (Standort) | Siedlung des Spätneolithikums oder der frühen Bronzezeit. | D-1-7939-0090 |                |
| Wasserburg a.Inn (Standort) | Untertägige mittelalterliche und frühneuzeitliche Befunde im Bereich des herzoglichen Schlosses von Wasserburg a.Inn und seiner Vorgängerbauten. | D-1-7939-0197 |                |
| Wasserburg a.Inn (Standort) | Untertägige mittelalterliche und frühneuzeitliche Befunde im Bereich der ehemalige Stadtbefestigung von Wasserburg a.Inn mit Ringmauer, Zwerchmauern, Türmen und Toren.                                                                                   | D-1-7939-0198 |                |
| Wasserburg a.Inn (Standort) | Untertägige mittelalterliche und frühneuzeitliche Befunde im Bereich der historischen Innbrücke in Wasserburg a.Inn und ihrer Vorgängerbauten. | D-1-7939-0199 |                |
| Wasserburg a.Inn (Standort) | Untertägige mittelalterliche und frühneuzeitliche Befunde im Bereich der Katholischen Markt- und Wallfahrtskirche Unsrer Lieben Frau (Frauenkirche) in Wasserburg a.Inn.                                                                                  | D-1-7939-0200 |                |
| Wasserburg a.Inn (Standort) | Untertägige spätmittelalterliche und frühneuzeitliche Befunde im Bereich der Katholischen Spitalkirche Hl. Geist und des anschließenden Hl.-Geist-Spitals in Wasserburg a.Inn.                                                                            | D-1-7939-0201 |                |
| Wasserburg a.Inn (Standort) | Untertägige spätmittelalterliche und frühneuzeitliche Befunde im Bereich der Katholischen Kirche St. Achatz (ehemalige Leprosenhauskirche) und ihres Vorgängerbaus.                                                                                       | D-1-7939-0202 |                |
| Wasserburg a.Inn (Standort) | Untertägige mittelalterliche und frühneuzeitliche Befunde im Bereich der Katholischen Burgkapelle St. Ägidius in Wasserburg a.Inn und ihres Vorgängerbaus.                                                                                                | D-1-7939-0203 |                |
| Wasserburg a.Inn (Standort) | Untertägige mittelalterliche und frühneuzeitliche Siedlungsteile der historischen Altstadt von Wasserburg a.Inn. | D-1-7939-0204 |                |
| Wasserburg a.Inn (Standort) | Abgegangene Friedhofskirche der frühen Neuzeit. | D-1-7939-0205 |                |
| Wasserburg a.Inn (Standort) | Untertägige spätmittelalterliche und frühneuzeitliche Siedlungsteile der ersten Stadterweiterung von Wasserburg a.Inn. | D-1-7939-0206 |                |
| Wasserburg a.Inn (Standort) | Siedlung der Bronzezeit. | D-1-7939-0209 |                |
| Wasserburg a.Inn (Standort) | Untertägige frühneuzeitliche Befunde im Bereich von Schloss Weikertsham mit zugehörigem Wirtschaftshof. | D-1-7939-0216 |                |